# Scopula virginaria
Scopula virginaria är en fjärilsart som beskrevs av Imaidzumi 1941. Scopula virginaria ingår i släktet Scopula och familjen mätare. Inga underarter finns listade.